# جوئل مک‌کینن میلر
جوئل مک‌کینن میلر (انگلیسی: Joel McKinnon Miller، زادهٔ مینه‌سوتا) که گاهی با جوئل مک‌کینن (انگلیسی: Joel McKinnon از وی یاد می‌شود؛ یک هنرپیشهٔ فیلم و تلویزیون اهل ایالات متحده آمریکا است که از سال ۱۹۹۱ میلادی در لس آنجلس زندگی می‌کند. . او برای نقش دان ایمبری در سریال درام عشق بزرگ از شبکه‌های تلویزیونی کابلی اچ‌بی‌او و نقش کارآگاه اسکالی در بروکلین نه-نه شناخته شده است.

## گزیدهٔ فیلم‌شناسی
از فیلم‌ها یا برنامه‌های تلویزیونی که وی در آن نقش داشته‌است می‌توان به آثار زیر اشاره کرد.
| سال       | عنوان              | نقش          | توضیح                        |
| --------- | ------------------ | ------------ | ---------------------------- |
| ۲۰۱۳-     | بروکلین نه-نه      | اسکالی       | - قسمت                       |
| ۲۰۰۶–۲۰۱۱ | عشق بزرگ           | دان ایمبری   | ۴۶ قسمت                      |
| ۲۰۰۴      | پرندگان کوچک       |              |                              |
| ۲۰۰۰      | بخش فوریت‌های پزشکی | آقای امرسون  | ۱ قسمت                       |
| ۲۰۰۰      | دنیای مالکوم       | افسر کارل    | ۱ قسمت                       |
| ۲۰۰۰      | مرد خانواده        |              |                              |
| ۱۹۹۹      | ماجراجویی کهکشانی  | بیگانه جنگجو |                              |
| ۱۹۹۹      | پرونده‌های اکس      | گریر         | قسمت: "Agua Mala"            |
| ۱۹۹۸      | راگرتز             | دامی (خرس)   | صدا پیشه، ۱ قسمت             |
| ۱۹۹۸      | رت پک              | G-Man #1     | فیلم تلویزیونی               |
| ۱۹۹۸      | نمایش ترومن        | سرپرست گاراژ |                              |
| ۱۹۹۷      | دارما و گرگ        | هوپر         | ۱ قسمت                       |
| ۱۹۹۶      | کومون بوستون       | مدیر         | قسمت: "Everybody's Stalking" |
| ۱۹۹۵      | حصار چوبی          | نقاش         | ۱ قسمت                       |
| ۱۹۹۳      | خیال باطل          | دیک هرمان    | ۱ قسمت                       |